# Blargies
Blargies är en kommun i departementet Oise i regionen Hauts-de-France i norra Frankrike. Kommunen ligger i kantonen Formerie som tillhör arrondissementet Beauvais. År 2022 hade Blargies 505 invånare.

## Befolkningsutveckling
Antalet invånare i kommunen Blargies
| Referens: INSEE |